# Sant Francesc (Retaule de Santa Bàrbara)
Aquesta versió de Sant Francesc de peu, que pertanyia al desaparegut Retaule de Santa Bàrbara, és una obra d'El Greco, amb àmplia col·laboració del seu obrador, que consta amb el número X-358 en el catàleg d'obres d'aquest pintor realitzat per Harold Wethey.

## Temàtica
Aquest quadre representa Sant Francesc d'Assís (Assís, 5 de juliol de 1182 - 3 d'octubre de 1226) un sant italià, fundador de l'orde franciscà i un segon orde, femení, conegut com el de les germanes clarisses. A més, és un dels primers autors literaris que fa servir la llengua italiana.

## Anàlisi
Oli sobre llenç; 138 x 56 cm.; Originàriament devia mesurar el mateix que el seu pendant del costat esquerre, perdent 2 centímetres en ser arrencat del retaule i tornat a emmarcar; Museu de Santa Cruz, Toledo.
Aquest llenç estava situat en el nínxol lateral dret de la predel·la del retaule, amb l'estàtua de Santa Bàrbara al centre, Sant Agustí a l'esquerra, i l'apòstol Jaume el Major a l'àtic.